# Élections générales sud-africaines de 1929
Les élections générales sud-africaines du 12 juin 1929 sont les deuxièmes élections législatives de l'Union d'Afrique du Sud remportées par le parti national de James B. Hertzog qui reconduit alors le gouvernement du pacte formé avec le parti travailliste de Frederic Creswell. 
Il s'agit des premières élections où le parti national remporte la majorité des sièges à lui tout seul tout en restant devancé en termes de suffrages exprimés par un parti sud-africain, lequel reste isolé sur la scène parlementaire. Le parti travailliste, allié au parti national, est en recul et divisé entre une faction pro-gouvernementale et une faction anti-gouvernementale.

## Mode de scrutin
La chambre de l'assemblée du parlement sud-africain compte 148 sièges en 1929. 
En application du South Africa Act de 1910, le suffrage électoral est réservé aux hommes blancs âgés de plus de 21 ans. Selon les modalités définies dans chaque province, des restrictions censitaires relatives aux revenus et aux biens subsistent cependant pour cette catégorie de population. Dans la province du Cap, un système de franchise électorale non raciale, hérité de la colonie du Cap et basé sur l'instruction, le salaire et la propriété, permet aux hommes de couleurs (coloureds et noirs) de bénéficier également du droit de vote et d'émarger sur les mêmes listes électorales que les blancs. Un système similaire plus restrictif existe aussi au Natal. Toutefois, en 1926, un projet de loi intitulé representation of Natives in Parliament bill, propose de supprimer la franchise électorale des populations noires du Cap. Réinscrits sur des listes séparées, ils éliraient leurs propres représentants (7 députés blancs). Ce projet n'est cependant pas adopté, faute de majorité qualifiée des 2/3 des voix au parlement. 

Le mode de scrutin appliqué depuis la formation de l'Union d'Afrique du Sud est celui du scrutin uninominal majoritaire à un tour. Son avantage est de permettre l'élection d'un candidat qui aura obtenu le plus de voix sur sa circonscription électorale mais son principal défaut est aussi de permettre l'élection d'un candidat qui peut se révéler minoritaire quand il n'a pas obtenu plus de 50 % des voix. 
La délimitation des circonscriptions électorales est celle réalisée en 1928. 
| Provinces        | province du Cap | Natal | État libre d'Orange | Transvaal | Total |
| ---------------- | --------------- | ----- | ------------------- | --------- | ----- |
| Nombre de sièges | 58              | 17    | 18                  | 55        | 148   |

## Forces politiques en présence
Le Parti national est au pouvoir depuis les élections générales sud-africaines de 1924 dans le cadre d'un pacte électoral passé avec le parti travailliste leur permettant de mutualiser leurs forces électorales et de présenter un candidat unique dans quasiment chaque circonscription du pays. Défenseur d'une ligne pro-Afrikaans d'indépendance nationale émancipée de la tutelle britannique, le parti national prône le renforcement de la ségrégation raciale au nom de la défense des ouvriers blancs et vise à faire de l'Afrique du Sud « le pays de l'homme blanc ». 
Le Parti sud-africain, qui a exercé le pouvoir entre 1910 et 1924, est parti modéré favorable aux intérêts capitalistes et au rapprochement politique, économique et culturel entre blancs anglophones et Afrikaners. Il n'a pas de politique raciale d'ensemble et ses chefs ne considèrent pas la ségrégation raciale comme « une solution viable à long terme ».

## Contexte électoral
Durant leurs cinq années passées au pouvoir, le parti national a réussi à affirmer la volonté d'indépendance de l'Afrique du Sud vis-à-vis de la Grande-Bretagne, a doté le pays d'un drapeau et d'un hymne national et a bénéficié de la reprise et de la croissance économique pour améliorer la situation sociale de la classe ouvrière afrikaner. La politique renforcée de ségrégation raciale (dont le mines and works amendment act étendant le colour bar à l'ensemble de l'économie) a cependant mis fin au rapprochement qui s'était opéré en 1924 avec les organisations coloureds et bantoues.

## Résultats
|                           |                           |         |       |      |        |               |  |  |  |  |  |  |  |  |
| Partis                    | Partis                    | Votes   | %     | +/-  | Sièges | +/-           |  |  |  |  |  |  |  |  |
|                           | Parti sud-africain (SAP)  | 159 896 | 46,51 | 0,53 | 61     | 8             |  |  |  |  |  |  |  |  |
|                           | Parti national (NP)       | 141 579 | 41,17 | 5,92 | 78     | 15            |  |  |  |  |  |  |  |  |
|                           | Parti travailliste        | 33 919  | 9,86  | 4,49 | 8      | 10            |  |  |  |  |  |  |  |  |
|                           | Indépendants              | 8 503   | 2,47  | 0,89 | 1      | en stagnation |  |  |  |  |  |  |  |  |
|                           |                           |         |       |      |        |               |  |  |  |  |  |  |  |  |
| Votes valides             | Votes valides             | 343 897 | 98,84 |      |        |               |  |  |  |  |  |  |  |  |
| Votes blancs et invalides | Votes blancs et invalides | 4 027   | 1,16  |      |        |               |  |  |  |  |  |  |  |  |
| Total                     | Total                     | 347 924 | 100   | –    | 148    | 13            |  |  |  |  |  |  |  |  |
| Abstentions               | Abstentions               | 113 896 | 24,66 |      |        |               |  |  |  |  |  |  |  |  |
| Inscrits/Participation    | Inscrits/Participation    | 461 820 | 75,34 |      |        |               |  |  |  |  |  |  |  |  |

## Analyse

Résultats des élections par province

Au soir des élections, le Parti sud-africain (46,51 %), une nouvelle fois sans allié politique, est défait face à la coalition national-travailliste (51,02 %). Dans les zones urbaines et du Cap et du Natal, tous les sièges remportés par les travaillistes en 1924 sont cette fois remportés par le parti sud-africain. Si la faction travailliste du colonel Creswell remporte 5 sièges dans le Witwatersrand, les 3 autres sièges travaillistes sont remportés par ses concurrents du National Council Labour group tandis que son collègue du gouvernement, Thomas Boydell, est battu à Durban. 

Dans les circonscriptions rurales du Transvaal et du Cap, le parti national remporte des victoires éclatantes sur le parti sud-africain. 
Le gouvernement du pacte est reconduit malgré la scission intervenue chez les travaillistes entre partisans et adversaires de la participation à l'exécutif.